# Pane seca
Pane seca é definida como a incapacidade do sistema de combustível de fornecer combustível suficiente para permitir o funcionamento correto do motor, por exemplo, bloqueio de combustível, bloqueio de vapor, contaminação por água, mau funcionamento do combustível ou operação incorreta.
Exaustão de combustível(também chamada de esgotamento de combustível) é definida como uma ocorrência na qual o veículo se torna completamente desprovido de combustível utilizável.